# Ocklawaha
L'Ocklawaha (anglais : Ocklawaha River) est une rivière qui coule au centre de la Floride aux États-Unis. Elle rejoint le fleuve Saint Johns, dont elle est le principal affluent, près de Palatka et prend sa source au lac Griffin. Au XIXe et au début du XXe siècle, elle fut utilisée comme voie navigable. Elle forme la limite occidentale de la forêt nationale d'Ocala. La faune qui fréquente ses rives est composée de dindons sauvages, de biches et de nombreuses espèces d'oiseaux.

## Toponymie
Le nom « Ocklawaha » provient du creek « ak-lowahe » qui signifie « boueux ». Il a été orthographié « Oklawaha » pendant de nombreuses années jusqu'à ce qu'en 1992, le United States Board on Geographic Names rétablisse le « c » à la demande d'historiens et de représentants locaux.